# Ouratea lajaensis
Ouratea lajaensis är en tvåhjärtbladig växtart som beskrevs av Claude Henri Léon Sastre. Ouratea lajaensis ingår i släktet Ouratea och familjen Ochnaceae. Inga underarter finns listade i Catalogue of Life.